# قصور الغدة الدرقية الخلقي
قصور الدرقية الخلقي أو ضعف الغدة الدرقية الخلقي هو داء يصيب الغدة الدرقية منذ الولادة أو في مراحل النمو الأول خلال السنة وتتمثل أعراضه في الإصابة بتوقف في نمو الدماغ وبالتخلف العقلي، وتوقف النمو الجسدي أيضاً.

## الأسباب
تتعدد أسباب ضعف الغدة الدرقية منها عدم وجود الدرقية الخلقي أو تشوه في تكوين الدرقية أو صغر في حجم الغدة الدرقية أو خلل في إنتاج هرمون الثيروكسين بسبب نقص في أحد الإنزيمات المسؤولة عن تكوين الهرمون أو خلل في استخلاص اليود إلى داخل الدرقية أو خلل في تحويل الثيروكسين الرباعي إلى ثلاثي وهذه قد تكون وراثية أو مكتسبة.
أو أسباب مؤقتة متعلقة بالأم من أمراض أو علاجات كالأدوية المحتوية على اليود أو مطهر اليود ومثبطات الدرقية وغيرها.

## الأعراض والمضاعفات
يؤدي نقص هرمون الثيروكسين إلى مضاعفات كثيرة تظهر بعد الولادة تدريجياً وحتى منتصف العام الأول منها اليرقان، وبطء الحركة، وخشونة الصوت، والهدوء الزائد كعدم البكاء وزيادة مدة النوم والوسن والإمساك وقد لا تلاحظ هذه الأعراض بسهولة في الأشهر الأولى من العمر وكذلك خشونة الجلد، وكبر حجم الرأس والوجه واللسان، وتوقف النمو الجسدي والحركي والعظمي، وفقد القدرات العقلية أي التخلف العقلي وهذا أخطر هذه الأعراض غير أن التخلف العقلي لا يمكن ملاحظته وقد يتبين في السنة الثانية من العمر أو بعد ذلك عندها لا ينفع العلاج إذا بدء متأخراً.

## التشخيص
تُشخَص حالات كسل الدرقية الخلقي بسحب عينة من الحبل السري عند الولادة وقياس هرمونات الغدة الدرقية والهرمون المحفز للدرقية فإذا كانت النتيجة غير سليمة تُسحب عينة وريدية وتعاد التحاليل السابقة، فإذا كان بها أي ارتفاع للهرمون المحفز أوانخفاض الثيروكسين الرباعي، عندها يتم إعطاء العلاج وأحيانا يبدأ العلاج عند ظهور نتيجة الحبل السري إذا كانت نتيجة تحليل الهرمون الرباعي منخفضة جدا، وبعد نتيجة إعادة التحليل يُتخذ القرار باستمرار العلاج أو إيقافه.
عند ثبوت وجود المرض تُوجه أشعة صوتية للدرقية لتحديد حجمها ومكانها ونادراً ما تكون الحاجة لأشعة نووية باليود المشع لتحديد معالم الدرقية.

## العلاج
باستعمال الثيروكسين "L-thyroxin" والجرعة بحدود (25 إلى 50 ميكرو جرام) يومياً حسب وزن الطفل للوصول إلى السواء الدرقي، ويحتاج المريض لمتابعة طويلة لسنوات وزيارة كل 2 – 3 أشهر لتحديد الجرعة المناسبة وتحديد ما إذا كانت المشكلة مؤقتة أو دائمة، أما النمو الجسدي فمن الممكن استدراكه بعد بدء العلاج غير أن الإصابة الدماغية لا يمكن استدراكها.